# Distretto di Guijá
Il distretto di Guijá è un distretto del Mozambico, facente parte della Provincia di Gaza.

## Suddivisioni amministrative
Il distretto è suddiviso in quattro sottodistretti amministrativi (posti amministrativi):
- Caniçado
- Chivongoene
- Mubangoene
- Nalázi